# Jacobus Johannes Fouché
Pour les articles homonymes, voir Fouché.
Jacobus Johannes (Jim) Fouché, né le 6 juin 1898 à Wepener et mort le 23 septembre 1980 au Cap, est un homme d'État sud-africain, président de l'État de la république d'Afrique du Sud de 1968 à 1975.
Membre du Parti national, député, Jim Fouché est également ministre de la Défense de 1959 à 1966, ministre de l'Agriculture de 1966 à 1968 et chef du Parti national de l'État libre d'Orange de 1965 à 1968.

## Biographie

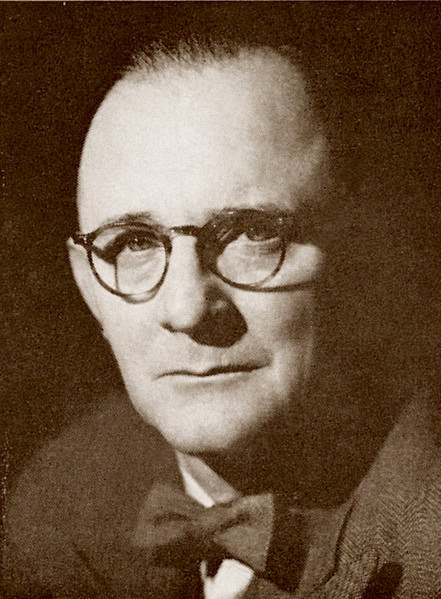
Jacobus Johannes Fouché à la fin des années 1940

Fils de Jacobus Johannes Fouché (1868-1936), d'ascendance française huguenote, et de son épouse, Maria Élisabeth Johanna Steynberg (1878-1942), J.J. Fouché est né à Wepener, du district de Rouxville, dans la république boer de l'État libre d'Orange en 1898. Devenu un fermier prospère, il affiche des convictions républicaines et anti-britanniques.
Membre du Parti national réunifié, il est député de Smithfield de 1941 à 1950.
De 1954 à 1959, il est administrateur de la province de l'État libre d'Orange avant d'entrer au gouvernement d'Hendrik Verwoerd et d'être député de Bloemfontein West de 1960 à 1968.
Dans le gouvernement Verwoerd, Fouché est nommé ministre de la Défense en 1959. A cette fonction, il s'efforce de moderniser l'armée et parvient en cinq ans à faire passer le budget de la défense de 45 millions à 256 millions de rands, faisant de l'Afrique du Sud la première force militaire du continent africain.
En avril 1966, il quitte la Défense et est nommé par Verwoerd au ministère de l'Agriculture, des services techniques et des eaux. Confirmé à cette fonction dans le gouvernement Vorster, il travaille à augmenter le rendement de la terre et organise la lutte contre les conséquences de la sécheresse en venant en aide aux fermiers.
Durant ses fonctions ministérielles, Fouché n'apparait pas avoir joué de rôle prééminent dans l'élaboration et la mise en œuvre de la politique d'apartheid.
Chef du Parti national de l'État libre d'Orange à partir de 1965, Jim Fouché est élu président de l'État par le Parlement le 19 février 1968 et prête serment le 10 avril suivant. Il est le seul président de l'État sud-africain à exercer cette fonction honorifique (entre 1961 et 1984) jusqu'au terme de son mandat de sept ans le 9 avril 1975.
Jim Fouché meurt le 23 septembre 1980 au Cap. Il est enterré à Bloemfontein.

## Vie privée
Marié à Letta Rhoda McDonald, Jim Fouché est le père de Jacobus Johannes « Bux » Fouché (1921-1982), avocat et ambassadeur sud-africain.

### Documents multimédias
- Cérémonie d'investiture présidentielle de Fouché en 1968